# 陈建斌
陈建斌（1970年6月27日—），新疆乌鲁木齐回族人，中央戏剧学院表演系毕业，中国大陸演员、导演、编剧，现任中国电视艺术家协会演员工作委员会副会长。
陈建斌以在电视剧《三國》（2010年）中饰演曹操和在《甄嬛傳》（2011年）中饰演雍正帝而广为人知。2014年，他同時獲台湾金馬獎最佳男主角、最佳男配角、最佳新導演獎，刷新金马获奖记录。

## 生平
1994年，中央戏剧学院表演系本科毕业。
1998年，中央戏剧学院表演系硕士研究生毕业，毕业後留校任教。
2002年，进入中国国家话剧院。
2003年，陈建斌主演《结婚十年》，获得第24届电视飞天奖优秀男演员奖和第五届金鹰节最受喜爱男演员奖。
2005年，与北京小马奔腾影视文化发展有限公司签约。
2006年，凭借《乔家大院》再次获得中国电视金鹰奖观众喜爱的电视剧男演员奖。
2010年，在《三国》劇中飾演曹操一角，在海内外广受好评，並获香港第一届亚洲彩虹奖最佳男演员奖。2011年，獲首尔电视剧大赏最佳男主角。
2011年，在《甄嬛傳》中饰演雍正皇帝。
2014年，以自編、自導、自演的電影首作《一個勺子》獲得第51屆金馬獎最佳男主角與最佳新導演獎，並同時以電影《軍中樂園》（飾演海龍士官長張永善）獲得金馬獎最佳男配角，為金馬獎史上第一位同屆獲得最佳男主角、最佳男配角和最佳新導演獎的得主。
2016年，擔任金馬獎第53屆評審。
2021年，自编、自导、自演的电影《第十一回》上映。

## 個人生活
2006年，与女演员蒋勤勤结婚。曾与女演员吴越同居5年。

## 作品

### 电视剧/網路劇
| 首播年度 | 劇名                 | 角色            | 備註                   |
| -------- | -------------------- | --------------- | ---------------------- |
| 1993年   | 《梅花三弄之梅花烙》 | 客串侍卫        |                        |
| 1997年   | 《京港爱情线》       |                 |                        |
| 1999年   | 《我亲爱的祖国》     | 方学桐          | 角色原型为钱学森       |
| 2000年   | 《永恒恋人》         |                 |                        |
| 2000年   | 《有爱的日子》       |                 |                        |
| 2000年   | 《关怀》             |                 |                        |
| 2001年   | 《女人别哭》         |                 | 又名《愿望年代》       |
| 2002年   | 《结婚十年》         | 成长            |                        |
| 2002年   | 《浪漫的事》         | 苏晓聪          |                        |
| 2003年   | 《穿越激情》         |                 | 又名《爱过我，放了我》 |
| 2003年   | 《血染金三角》       |                 | 又名《铁血豪情》       |
| 2003年   | 《走进八里堡》       |                 | 又名《向农民道歉》     |
| 2004年   | 《最后诊断》         |                 |                        |
| 2004年   | 《决不饶恕》         | 丁武            |                        |
| 2004年   | 《从爱情开始》       |                 | 又名《危险性游戏》     |
| 2005年   | 《乔家大院》         | 乔致庸          |                        |
| 2005年   | 《中国式结婚》       |                 | 友情出演               |
| 2006年   | 《接触》             | 张越新          |                        |
| 2006年   | 《红墨坊》           | 靳开文          |                        |
| 2007年   | 《亲兄热弟》         | 于大水（赵园）  |                        |
| 2007年   | 《光荣岁月》         | 苑志豪          |                        |
| 2007年   | 《睁开你的眼睛》     | 罗建平          | 原名《我的冠军》       |
| 2008年   | 《天下兄弟》         | 李师长          |                        |
| 2008年   | 《震撼世界的七日》   | 周北川          |                        |
| 2009年   | 《三国》             | 曹操            |                        |
| 2011年   | 《五星红旗迎风飘扬》 | 钱学森          |                        |
| 2011年   | 《开天辟地》         | 李大钊          |                        |
| 2011年   | 《甄嬛傳》           | 雍正皇帝        |                        |
| 2012年   | 《你是我爱人》       | 蔺海强          |                        |
| 2012年   | 《女人帮·妞儿》      | TOM(客串)       | 網路劇                 |
| 2014年   | 《兄弟兄弟》         | 孟天运 (孟老二) |                        |
| 2015年   | 《学堂故事》         | 客串            | 2012年拍攝             |
| 2015年   | 《大宋传奇之赵匡胤》 | 趙匡胤          | 2012年拍攝             |
| 2016年   | 《父亲的身份》       | 俞北平          |                        |
| 2016年   | 《中国式关系》       | 马国梁          |                        |
| 2019     | 《长安十二时辰》     | 葛老            | 配音                   |
| 2020年   | 《三叉戟》           | 崔铁军          |                        |
| 2020年   | 《爱我就别想太多》   | 李洪海          |                        |
| 2021年   | 《不惑之旅》         | 马列文          |                        |
| 2023年   | 《尘封十三载》       | 卫峥嵘          | 網路劇                 |
| 2024年   | 《黑土无言》         | 关宇            | 網路劇                 |
| 2025年   | 《三叉戟2》          | 崔铁军          |                        |
| 2025年   | 《暗潮缉凶》         | 连海平          | 網路劇                 |
| 未播     | 《太白传奇》         | 李白            | 2009年拍攝             |

### 电影
| 首播年度 | 片名                   | 角色     | 備註                   |
| -------- | ---------------------- | -------- | ---------------------- |
| 1998年   | 《网络时代的爱情》     |          |                        |
| 2000年   | 《菊花茶》             |          | 兼任「编剧」           |
| 2001年   | 《致命的一击》         |          |                        |
| 2001年   | 《像鸡毛一样飞》       |          |                        |
| 2003年   | 《大城小事》           |          |                        |
| 2003年   | 《旧夫新婚》           |          |                        |
| 2003年   | 《玉观音》             |          |                        |
| 2004年   | 《阳光天井》           |          |                        |
| 2005年   | 《猜猜猜》             |          |                        |
| 2005年   | 《天下有贼100个》      |          |                        |
| 2008年   | 《二十四城记》         |          | 客串                   |
| 2010年   | 《孔子：決戰春秋》     | 季桓子   |                        |
| 2010年   | 《无人驾驶》           |          |                        |
| 2011年   | 《武俠》               | 捕快     | 客串                   |
| 2012年   | 《人山人海》           | 老鐵     |                        |
| 2014年   | 《軍中樂園》           | 老張     |                        |
| 2014年   | 《一个勺子》           | 拉條子   | 兼任「導演」、「编剧」 |
| 2014年   | 《洋妞到我家》         | 苏有志   |                        |
| 2018年   | 《无名之辈》           | 马先勇   |                        |
| 2021年   | 《第十一回》           | 马福礼   | 兼任「導演」、「编剧」 |
| 2023年   | 《普通男女》           | 电台主任 |                        |
| 2024年   | 《草木人间》           | 老钱     |                        |
| 2025年   | 《无名之辈：意义非凡》 | 陈阿瞒   |                        |
| 待上映   | 《X的故事》            |          | 擔任「监制」           |

### 话剧
| 首播年度 | 片名                                                                  | 角色         |
| -------- | --------------------------------------------------------------------- | ------------ |
| 1993年   | 《第十二夜》                                                          |              |
| 1994年   | 《櫻桃園》                                                            |              |
| 1997年   | 《爱情蚂蚁》                                                          |              |
| 1998年   | 《科诺克或医学的胜利》                                                |              |
| 1998年   | 《三姊妹·等待戈多》 原著：契诃夫《三姊妹》、萨缪尔·贝克特《等待戈多》 |              |
| 1998年   | 《一个无政府主义者的意外死亡》                                        |              |
| 1999年   | 《盗版浮士德》                                                        |              |
| 2008年   | 《天朝1900》                                                          | 下级军官芹圃 |

### 其它
| 首播年度 | 片名                   | 角色           |
| -------- | ---------------------- | -------------- |
| 2002年   | 《千禧夜，我们说相声》 | 皮不笑、沈京炳 |

## 获奖
| 年份   | 頒獎典禮                           | 獎項                   | 劇名               | 結果 |
| 2000年 | 第四届中国话剧金狮奖               |                        |                    | 獲獎 |
| 2004年 | 第24届电视飞天奖                   | 优秀男演员奖           | 《结婚十年》饰成长 | 獲獎 |
| 2004年 | 第22届中国电视金鹰奖暨第５届金鹰节 | 最受喜爱男演员奖       | 《结婚十年》饰成长 | 獲獎 |
| 2006年 | 第23届中国电视金鹰奖               | 观众喜爱的电视剧男演员 | 《乔家大院》乔致墉 | 獲獎 |
| 2008年 | 中国电视剧辉煌三十年               | 最具影响力的十佳演员   |                    | 獲獎 |
| 2008年 | 国剧盛典回响三十年                 | 最具影响力的演员       |                    | 獲獎 |
| 2009年 | 德艺双馨电视艺术工作者             |                        |                    | 獲獎 |
| 2009年 | 中国电视剧飞天奖                   | 杰出贡献奖             |                    | 獲獎 |
| 2010年 | 国剧盛典                           | 电视剧年度人物         | 《三国》           | 獲獎 |
| 2011年 | 第06届首尔国际电视节               | 最佳男演员             | 《三国》           | 獲獎 |
| 2011年 | 第13届中国电影表演学会奖           | 金凤凰奖               |                    | 獲獎 |
| 2011年 | 第1屆亞洲彩虹獎                    | 最佳男演員             | 《三國》           | 獲獎 |
| 2014年 | 第51届金馬獎                       | 最佳男配角             | 《軍中樂園》       | 獲獎 |
| 2014年 | 第51届金馬獎                       | 最佳新導演             | 《一個勺子》       | 獲獎 |
| 2014年 | 第51届金馬獎                       | 最佳男主角             | 《一個勺子》       | 獲獎 |
| 2015年 | 第30届金鸡奖                       | 最佳导演处女作         | 《一個勺子》       | 獲獎 |
| 2015年 | 第15届华语电影传媒大奖             | 最佳男配角             | 《軍中樂園》       | 獲獎 |
| 2021年 | 第12届中国电影导演协会年度表彰评选 | 年度男演員             | 《第十一回》       | 獲獎 |